# Yuxarı Şilyan
Yuxarı Şilyan (ryska: Юхары_шильян) är en ort i Azerbajdzjan.   Den ligger i distriktet Ujar Rayonu, i den centrala delen av landet, 180 km väster om huvudstaden Baku. Antalet invånare är 4 263.
Terrängen runt Yuxarı Şilyan är mycket platt. Närmaste större samhälle är Zardob, 15,1 km sydväst om Yuxarı Şilyan.
Trakten runt Yuxarı Şilyan består till största delen av jordbruksmark. Runt Yuxarı Şilyan är det ganska tätbefolkat, med 56 invånare per kvadratkilometer.